# Conseil International de l’Arbitrage en matière de Sport
Das Conseil International de l’Arbitrage en matière de Sport (CIAS, französisch) beziehungsweise International Council of Arbitration for Sport (ICAS, englisch) ist eine
Schweizer Stiftung und Träger des Internationalen Sportgerichtshofs.
Die 1984 gegründete Stiftung ist sowohl für die Verwaltung und Finanzierung des Schiedsgerichts als auch für die Ernennung und Abberufung der TAS/CAS-Schiedsrichter verantwortlich.
Dem Präsidium des CIAS/ICAS gehören zwanzig Juristen an, von denen zehn  als Funktionäre in Sportverbänden tätig sind.